# ラジャ・アンパット諸島

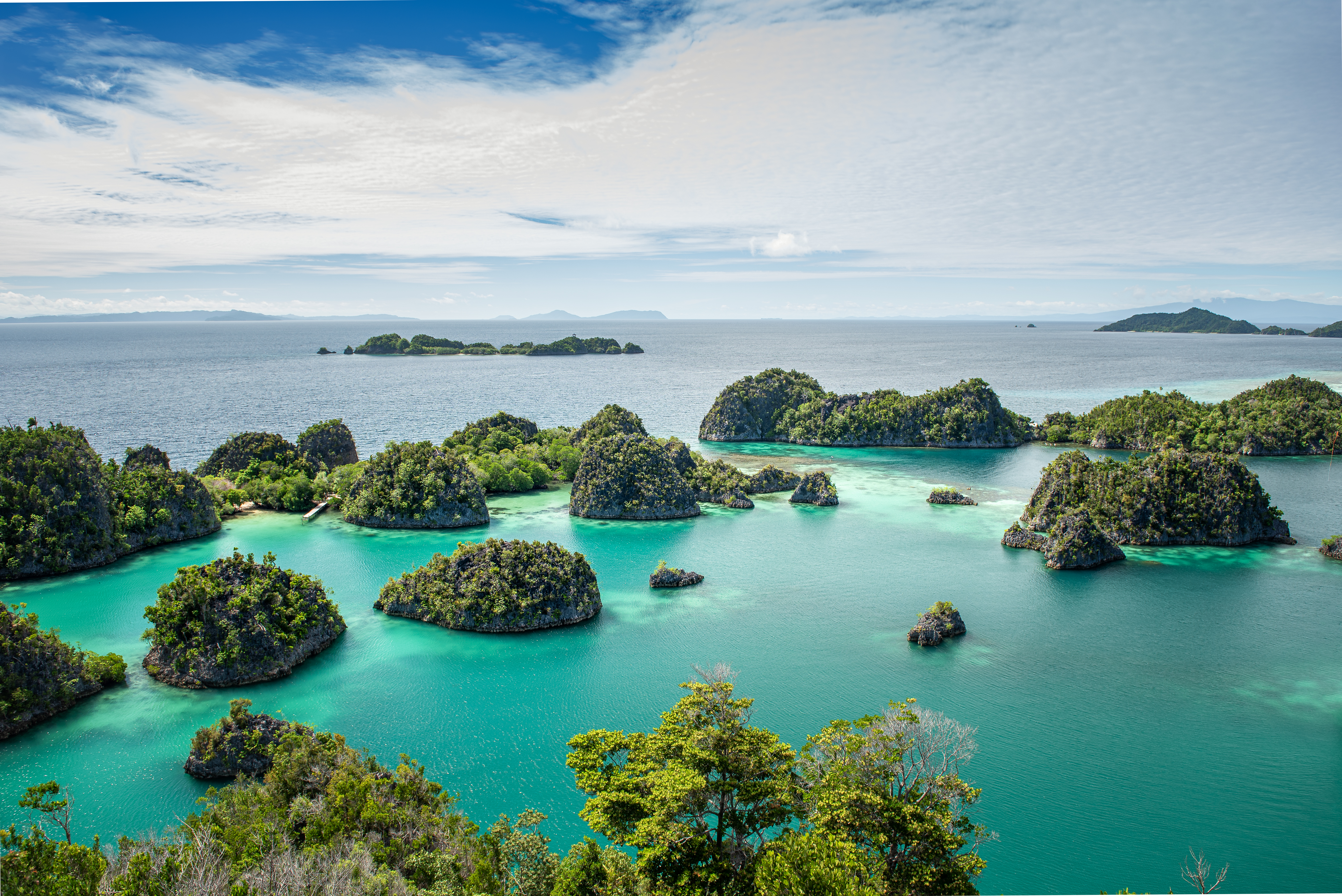
ラジャ・アンパット諸島の景色

ラジャ・アンパット諸島（Raja Ampat）はインドネシアのニューギニア島からハルマヘラ島の間にある諸島。ドベライ半島の北西の沿岸に存在しており、1500を越える島・岩礁・洲などからなる。主要な島としてミソール島、サラワチ島、バタンタ島、ワイゲオ島などがあり、そのほかにもコフィアウ島などが存在している。
ラジャ・アンパットは四人の王を意味しており、これは伝承に由来している。
2004年に、ソロン県から分離し新たにラジャ・アンパット県となっており、インドネシアの南西パプア州に属している。
いくつかの島はオーストラリア大陸の大陸棚の北端に位置している。

## 歴史
ラジャ・アンパットの名前は地元の伝承に由来する。伝承ではある女性が7つの卵を見つけ、この卵の内4つが孵りラジャ・アンパットの4つの大島を治める王となり、残りの3つが亡霊、女性、石になったとされる。
歴史的にはマルク州で繁栄したティドレ王国の一部となっていた。オランダがマルク州近郊を制圧すると、オランダが主権を主張するようになった。
周辺が海に囲まれているため、住民の生業は漁業となっている。住民は地域に散在する部族の小さな集落で生活しており、伝統文化はいまだに強く残っており、来訪者に対して非常に歓迎的である。ラジャ・アンパットの人々はパプア人よりもアンボン人に類似しており、宗教はイスラム教やキリスト教が信仰されている。

## 地理

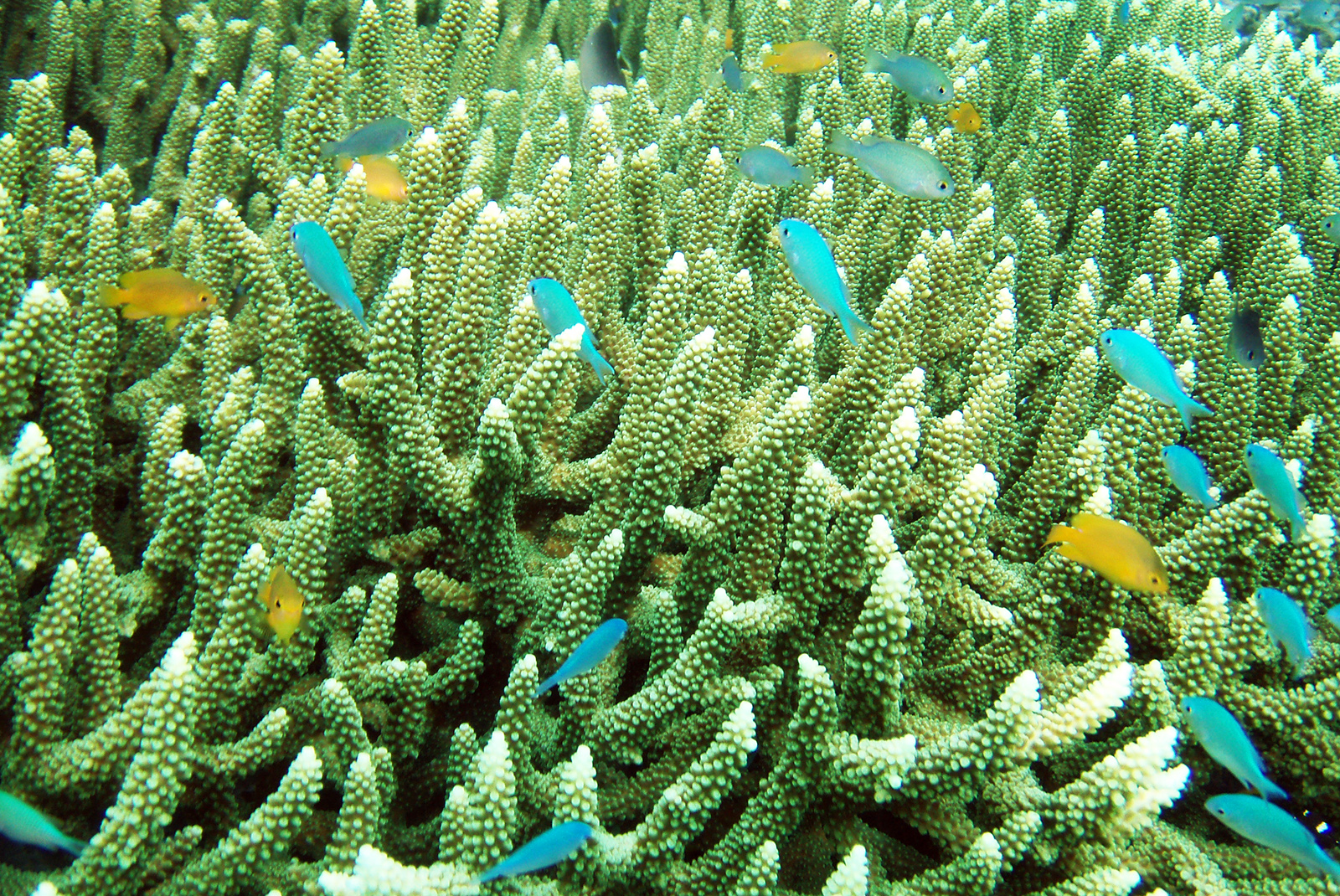
海洋の生物多様性、サンゴと魚

ラジャ・アンパット諸島には浸食作用による独特な形をした石灰岩の島々、つまり海洋カルスト地形が発達しているため、2023年にユネスコ世界ジオパークに指定される。
ラジャ・アンパット周辺の海洋の自然環境は観光地化にとって高い潜在性を持っている。多くの自然観光資源によってラジャ・アンパットは10大ダイビング地となっており、水中生物の多様性では一位となっている。
コンサベーション・インターナショナルによると、海洋調査がラジャ・アンパット近郊の海洋生物多様性が世界で最も豊かであることを示唆している。多様性はインドネシア、マレーシア、フィリピン、パプアニューギニア、ソロモン諸島、東ティモールなどを含むコーラル・トライアングルのほかの地域と比べても非常に豊かである。 コーラル・トライアングルは世界の珊瑚礁生態系の核心であり、ラジャ・アンパットはおそらく世界で最も豊かな珊瑚礁の生態系になっている。
この地域の大規模なサンゴ群体は高い表面海水温度の関係に加えて、この地域の珊瑚礁はおそらく現在世界中でサンゴ生態系を危機に押しやっているサンゴの白化のような病気などの脅威への耐性を持っていることが示唆されている。ラジャ・アンパット諸島は遠隔地であり比較的人類による影響を受けなかった。ラジャ・アンパット諸島では1508種類の魚類、537種類のサンゴ、699種類の軟体動物類など驚異的な生物多様性を持っている。インドネシア国内で発見されたイシサンゴ目の96%が発見されており、世界のサンゴの75%もこの諸島で見ることができる。いくつかの地域は魚や巨大な生育地となっており、オオセ、テンジクザメのようなサメもよく見られる。高い生物多様性はインドと太平洋の間という位置に強い影響を受けており、このため2つの大洋の両方のサンゴや魚の幼生を共有しやすい。サンゴの多様性、回復力、海洋生物のゆりかごとしての役割は海洋保護における世界的優先順位を高めている。
諸島への渡航は難しくはないものの若干時間がかかる。インドネシアの首都ジャカルタからソロンまで6時間かかり、そこからボートを経由して到着する。

## ドキュメンタリー
Otto C. Honeggerによるドキュメンタリー映画『Edies Paradies 3』はスイスのテレビ放送者シュバイツァー・フェルンシェンによって広く放映された。この映画はラジャ・アンパットの水中の美しい自然を、スイスにおいて5万人が居住するものの住民が一箇所に固まった村にたとえ、水面下世界は世界のコーラル・トライアングルの核心に位置しておりアマゾン熱帯雨林に似ているとしている。